# Лі Ченлян
Лі Ченлян (Кит. 李成梁; Піньінь: Lǐ Chéngliáng; Кор. 이성량; 1526—1618 рр.) — Китайський генерал корейського походження на службі династії Мін, що став відомим після того як відбив п'ять великих монгольських вторгнень на територію Ляодунського Півострова. Походив з бідної воєнної родини тіелін, через що довгий час перебував у злиднях. Це тривало до того моменту, коли він досяг сорокарічного віку, тоді-ж пішов служити в армію, і, зрештою, став регіональним командиром Ляодунського півострова (Кит. 遼東 總兵), в чому йому допоміг головний секретар Чжан Чужена. Він відслужив два терміни на цій посаді. Перший тривав 22 роки, другий — 8 років. Намагався підтримувати мирні відносини з чжурчженями.

## Боротьба з монголами
При династії Мін туманські монголи інтенсивно мігрували на схід і часто намагалися розграбувати Ляодунський півострів. Під час першого терміну на своїй посаді Лі здобув п'ять великих перемог над монголами.
1. 1575 рік. Хан Тюмен Джасагчу разом з більш ніж стотисячним кінним військом пішов у похід щоб спостушити регіони Їжоу та Цзіньчжоу, але зазнав поразки від Лі і змушений був відкочувати на Захід.
2. 1578 рік. Хан знову атакував, цього разу — Ляоян, проте був переможений знову.
3. 1579 рік. Хан напав на Їжоу та Цзіньчжоу, і спромігся взяти в осаду Гуаннін, де Лі в черговий раз здобув велику перемогу.
4. 1580 рік. Хан зібрав армію числом у 40.000 кавалеристів, з якою рушив на Ляодун. Ченлян вийшов переможцем ще раз.
5. 1581 рік. Хан зібрав всіх боєздатних чоловіків з дев'яти племен, число яких досягло сто тисяч войнів і коней. Після цього він у останнє рушив через Ляодун щоб досягти Пекіна. Та вся його армія була знищена китайцями.

## Війна з чжурчженями
Ван Гао, лідер чжурчженів, часто атакував міста під адміністрацією Мін. В 1573 році він вбив військового командира міста Фушунь. У зв'язку з цим, китайська армія пішла у каральну експедицію і змусила Ван Гао зі своєю особистою охороною тікати на територію Хада, де його захопив і передів Лі Ченляну Ван Тай, хан федерації Хуньлун. Лі стратив Ван Гао у 1575 році.
Результатом його смерті стала боротьба за владу між різними племенами чжурчженів на чолі з трьома його синами: Атаєм, Нікан Вайланом і Гіочаном. У 1582 Атай вчинив рейд на землі імперії Мін, чим спровокував ще одну каральну експедицію у відповідь.
Під час експедиції коаліція Лі Ченляна, Гіочангі та його сина Такші, і, можливо, Нікан Вайлана вступила в бій з Атаєм. Під час битви Гіочангі відмовився від союзу з Ченляном і твердо наполіг щоб той не втручався в їх з братом справи. Через це Лі вирішив, що вони збунтувалися і залишив колишніх союзників у самому розпалі битви. Після того як Атай був розбитий Нікай Вайланом, Гіочангі і Таксі були вбиті від руки Ченляна.
Такші був батьком Нурхаці, якому судилося стати родоначальником Пізньої Цзінь, а пізніше — Імперії Цин. Той твердо вирішив помститися за смерть батька та діда.
По відношенню до чжурчженів і решти племен, які жили північніше Великого китайського муру, Імперія Мін використовував політику розділяй і володарюй. Вони робили все щоб варварські племена не об'єдналися в єдину політичну силу.
Нурхаци намагався вмовити Нікан Вайлая напасти разом з ним на Китай, але той відмовився. Через це перший вбив останнього.
Після цього, новий лідер чжурчженів звинуватив Лі Ченляна у вбивстві своїх предків і надіслав тому сім скарг. Розпочалася війна новоутвореної Пізньої Цзінь та імперії Мін.
Лі Ченлян зійшов зі своєї посади у 70 років. Смерть спідкала його у 1615 році, у 89-річному віці.

## Родина
Лі мав дев'ять синів. П'ять з них: (Лі Жусун, Лі Жучжень, Лі Жучжан, Лі Жубай, та Лі Жумей стануть повноцінними генералами; Інші чотири — Лі Жуцзі, Лі Жуву, Лі Жугуй та Лі Жунань — їх помічниками.